# Benz 8/18 PS
Der Benz 8/18 PS war eine Weiterentwicklung des Benz 10/18 PS.
Der Wagen war mit einem Vierzylinder-Reihenmotor mit 1950 cm³ Hubraum ausgestattet, der 18 PS (13 kW) bei 1800 min−1 entwickelte. Die Motorkraft wurde über eine Lederkonuskupplung an ein Vierganggetriebe weitergeleitet und von dort über eine Kardanwelle an die Hinterräder. Die Höchstgeschwindigkeit lag bei 62 km/h, der Benzinverbrauch bei 14–15 l / 100 km.
Das blattgefederte Fahrzeug mit Holzspeichenrädern und Luftreifen kostete als Fahrgestell ohne Aufbau ℳ 6200,--, als Runabout ℳ 7200,--, als Limousine ℳ 8500,-- und als Landaulet den gleichen Preis.

## Quelle
- Werner Oswald: Mercedes-Benz Personenwagen 1886–1986. 4. Auflage. Motorbuch Verlag, Stuttgart 1987, ISBN 3-613-01133-6, S. 48–49.